# Rossend Castle

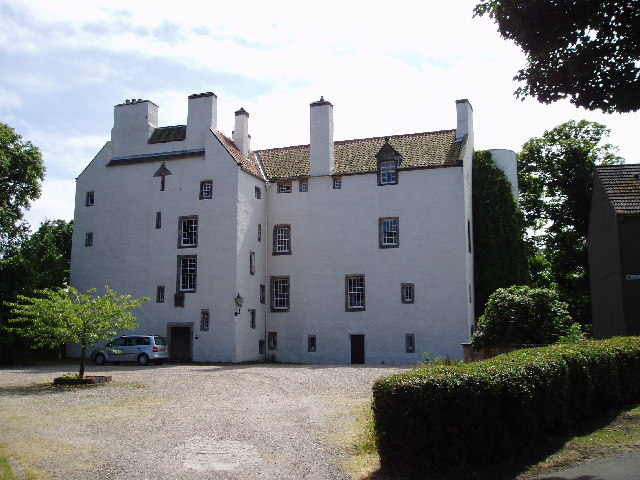
Rossend Castle

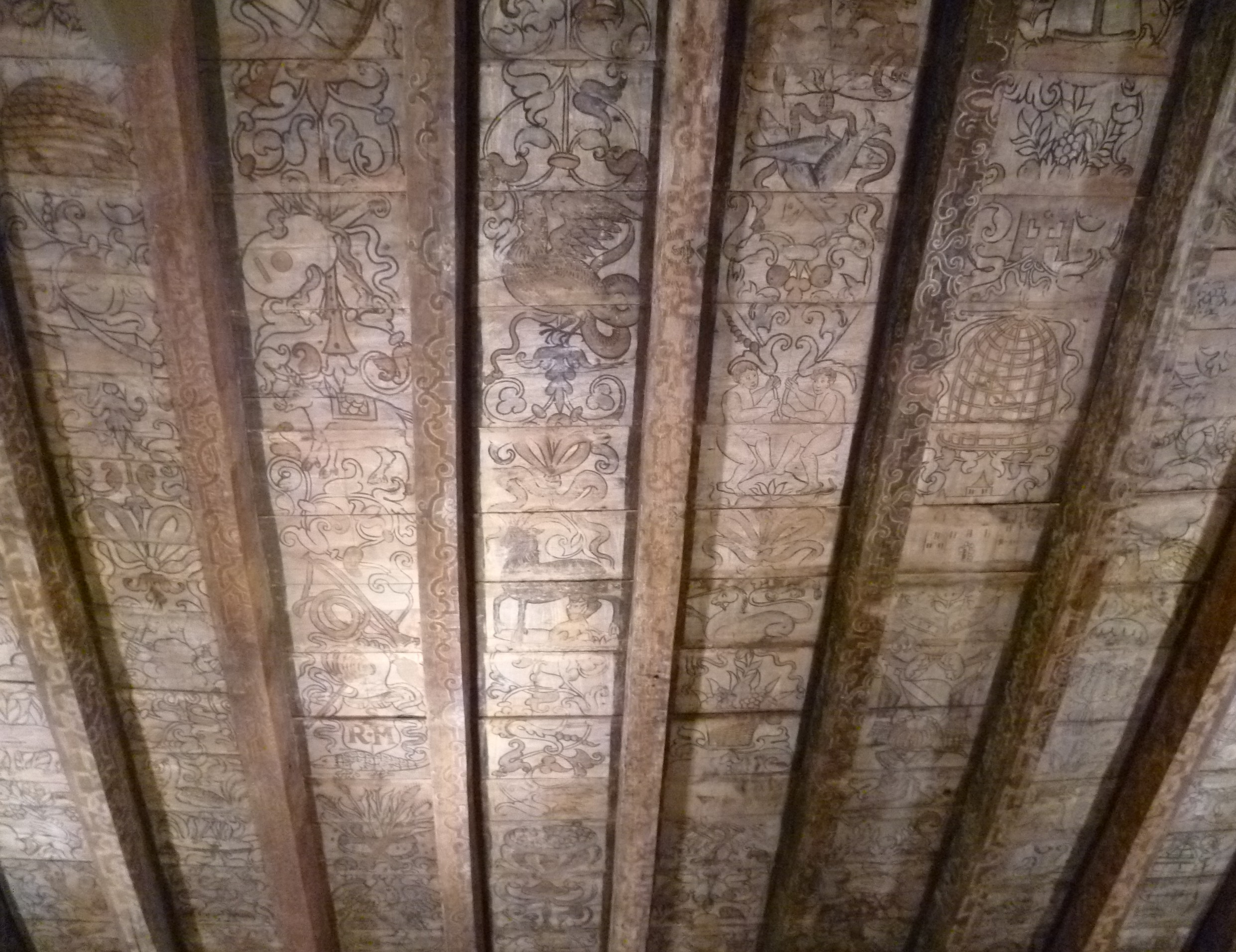
Bemalte Decke aus dem Landhaus im Museum of Scotland

Rossend Castle ist ein Landhaus in Burntisland, einer Kleinstadt an der Südküste der schottischen Council Area Fife.

## Geschichte
Einen Donjon namens Tower of Kingorne Wester gab es an dieser Stelle seit 1119. Später wurde dieser Burntisland Castle genannt und ab 1382 Abbot’s Hall, da dort der Abt von Dunfermline wohnte. Das heutige Gebäude stammt größtenteils aus dem 16. Jahrhundert, aber der Keller wurde bereits im 13. Jahrhundert angelegt; er enthält hohe Spitzbogenfenster und stellt wohl die Überreste einer Kapelle dar. Peter Durie of Durie ließ die Burg ab 1552 umbauen und das Wappen von Abt George Durie und die Jahreszahl 1554 erscheinen über dem Haupteingang. Maria Stuart besuchte die Burg während ihrer kurzen persönlichen Regentschaft 1561–1567. Am 14. Februar 1562 wurde der französische Botschafter und Dichter Chastelard versteckt unter Marias Bett gefunden. 1651 wurde die Burg von Soldaten Oliver Cromwells eingenommen und Ende des 17. Jahrhunderts gehörte sie der Familie Wemyss, die das Obergeschoss umbauen ließ.
1765 gehörte das Anwesen Murdoch Campbell, einem Highlander aus Skye, der vermutlich dem Gebäude seinen heutigen Namen gab.
1915 wurde der Historiker Thomas Ross verhaftet, während er das Landhaus untersuchte, weil er auf einem verbotenen Gelände Zeichnungen anfertigte. Er erhielt eine Geldstrafe von 5 Shilling.
1952 kaufte die Stadtverwaltung das Landhaus. 1957 wurde eine bemalte Holzdecke aus dem 17. Jahrhundert entdeckt. Sie befindet sich heute im Museum of Scotland in Edinburgh. Auf der Decke finden sich die Initialen „SRM“ für Sir Robert Melville of Morocairney und Embleme, die von den Devises Heroïques von Claude Paradin kopiert wurden. Die Stadtverwaltung drohte damit, das Anwesen abzureißen, aber nach der Entscheidung einer Untersuchungskommission 1972 wurde es gerettet. 1975 kaufte es das Architekturbüro Robert Hard & Partners, die es restaurierten und als Bürogebäude behielten.
Historic Scotland hat Rossend Castle als historisches Bauwerk der Kategorie B gelistet.